# Ningyoite
La ningyoite è un minerale.